# Denis Dercourt
Pour les articles homonymes, voir Dercourt.
Denis Dercourt, né le 1er octobre 1964 à Paris, est un réalisateur et scénariste français, musicien de formation.

## Biographie
Licencié de philosophie, diplômé de Sciences-Po, il est également professeur d'alto et de musique de chambre au conservatoire de Strasbourg.
Il a réalisé neuf films depuis 1997. Son premier long métrage Les Cachetonneurs a pour sujet un concert de musique classique,. Son film La Tourneuse de pages a été projeté dans la section Un certain regard du Festival de Cannes 2006,. Trois ans plus tard, son film Demain dès l'aube, était présenté dans la même section au festival de 2009,. 
En 2013, Denis Dercourt s'éloigne de ses univers bourgeois et
inquiétants, pour venir flirter avec le cinéma de genre et, plus
précisément, le film d'horreur, en réalisant La Chair de ma chair,.
Le livre de Bernard Sachsé a inspiré Denis Dercourt pour son film En équilibre réalisé en 2015. Ce film parle d'un homme devenu paraplégique à la suite d'un accident sur un tournage.
Il dévoile au Marché du Film, dans le cadre de la 72e édition du Festival de Cannes, son 8e long métrage L'Enseignante qui est aussi son second film en allemand après Pour ton anniversaire.

## Filmographie
- 1998 : Les Cachetonneurs
- 2000 : Lise et André
- 2003 : Mes enfants ne sont pas comme les autres
- 2004 : Ukyio, monde flottant
- 2006 : La Tourneuse de pages
- 2008 : Demain dès l'aube
- 2013 : La Chair de ma chair
- 2013 : Pour ton anniversaire (Zum Geburtstag)
- 2015 : En équilibre
- 2018 : Deutsch-les-Landes (série télévisée)
- 2019 : L'Enseignante
- 2021 : Vanishing (배니싱:미제사건)